# Noli Me Tángere
Noli Me Tángere (Đừng động vào tôi) là một cuốn tiểu thuyết được viết bởi José Rizal, một người anh hùng dân tộc của Philippines. Lấy bối cảnh khi Philippines đang là một nước thuộc địa của Thực dân Tây Ban Nha., cuốn tiểu thuyết này đã phơi bày sự bất bình đẳng, tình cảnh khổ cực của nhân dân Philippines và lên án tội ác của Chính quyền Thực dân Tây Ban Nha. Cùng với El filibusterismo, Noli Me Tángere là hai trong số những tiểu thuyết nổi tiếng của José Rizal, và được đưa vào chương trình giáo dục Trung học cơ sở và Trung học phổ thông ở Philippines.

## Lịch sử xuất bản

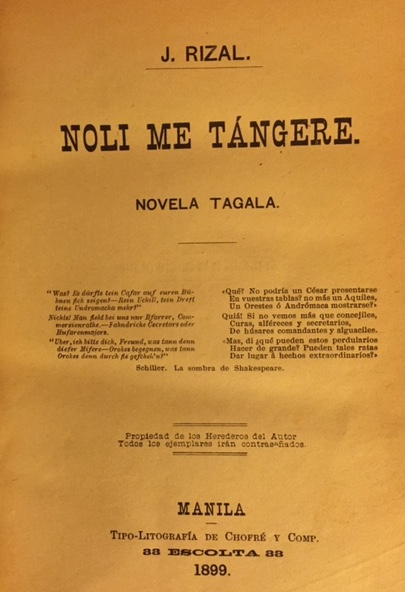
Trang bìa của ấn bản Philippines đầu tiên. Xuất bản năm 1899.